# Gregory Jivitsia
Gregory Volodimirovytch Jivitsia (en ukrainien : Георгій Володимирович Живиця, né le 1er juillet 1937 à Tbilissi et mort le 26 décembre 2015) était un général ukrainien qui occupait le poste de chef d'état-major de l'armée.

## Carrière
Il fut Premier vice-ministre de la Défense du 23 décembre 1991 au 1er août 1993.